# Lambertikirche (Oldenburg)

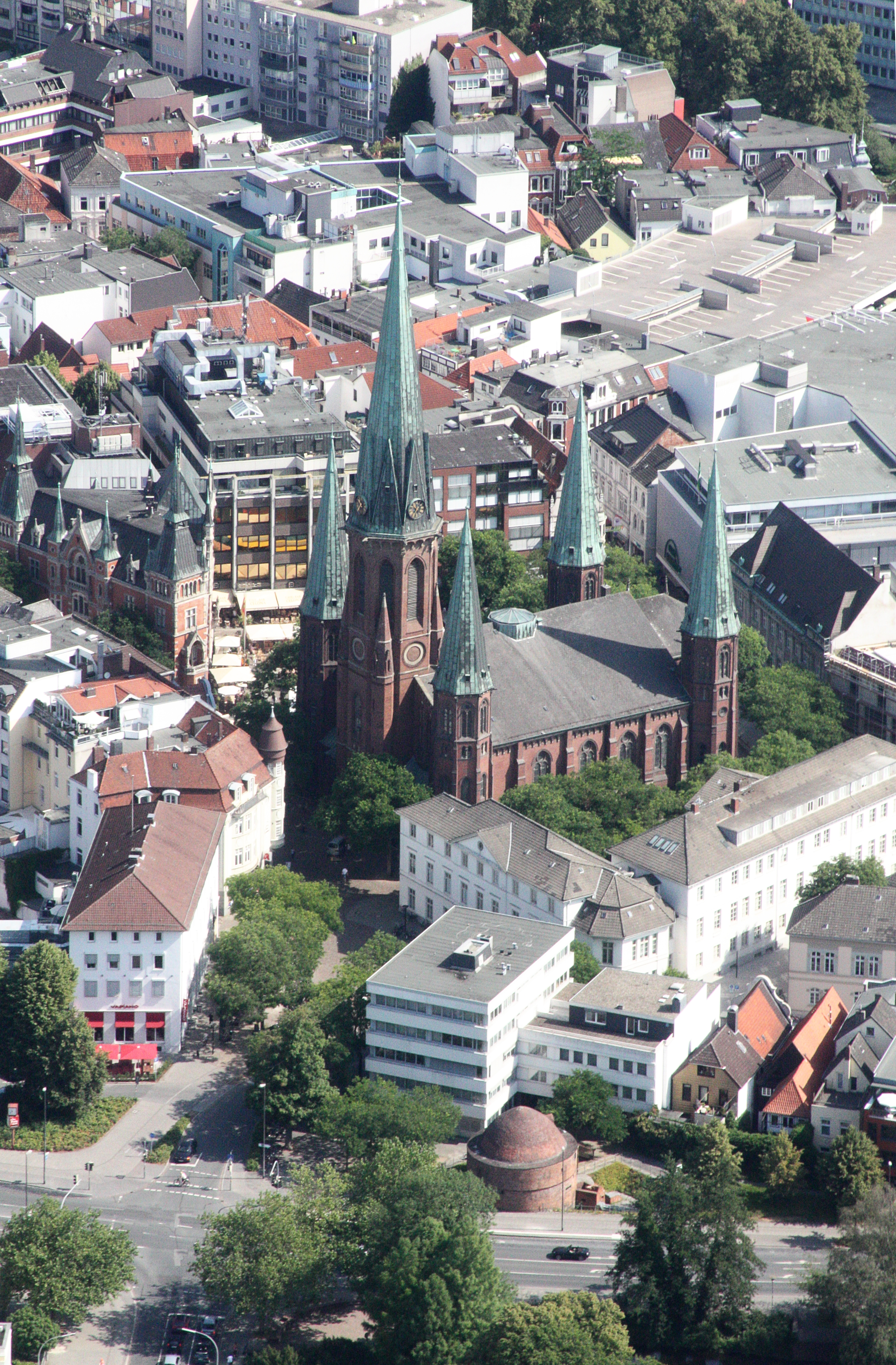
Lambertikirche (Luftbild)

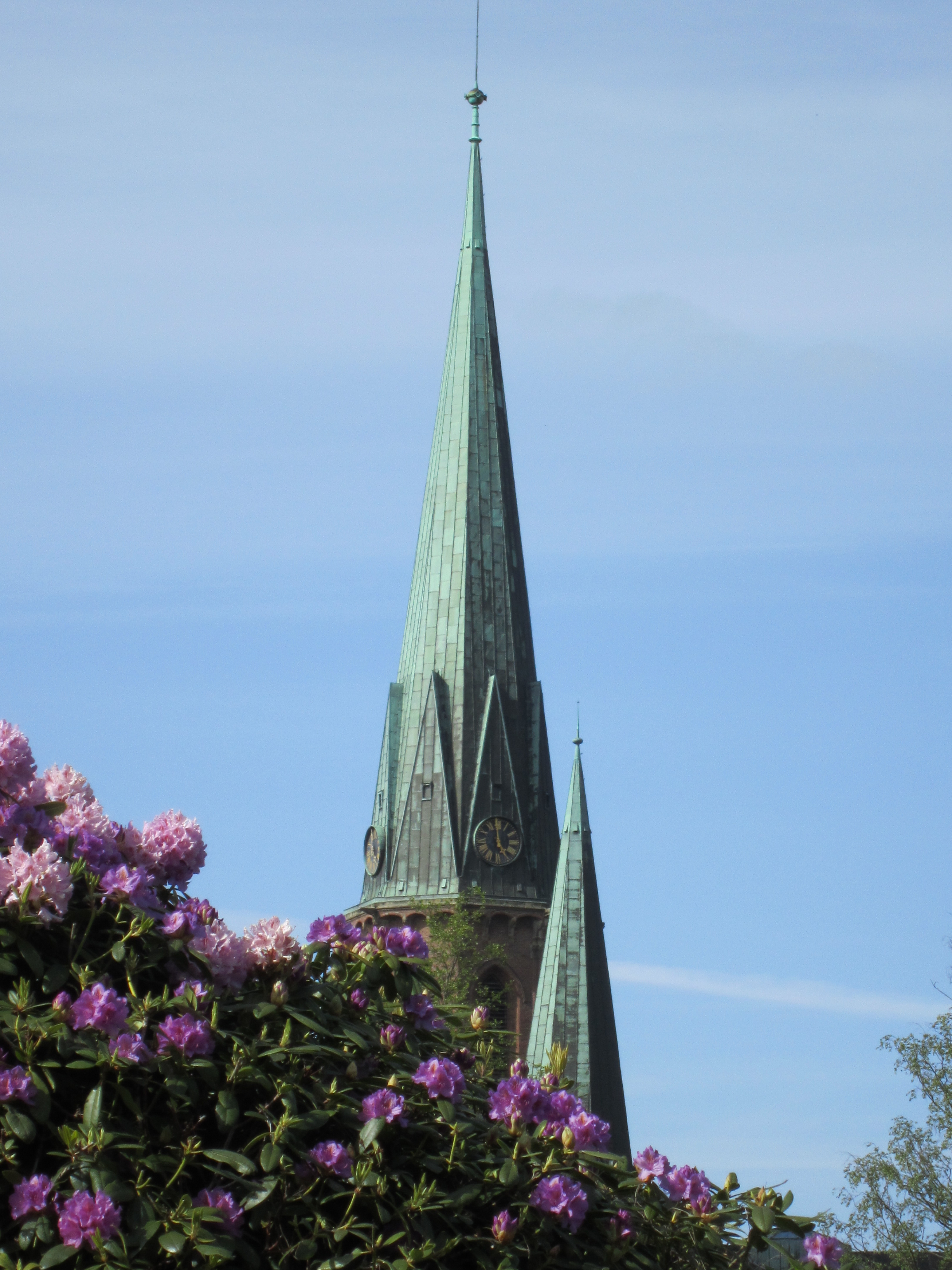
Blick auf die Lambertikirche vom Schlossgarten aus

Die Lambertikirche, auch St.-Lamberti-Kirche, ist die zentrale und älteste Kirche der Evangelisch-Lutherischen Kirchengemeinde Oldenburg in Oldenburg (Oldb), Niedersachsen, und zugleich die Predigtkirche („Bischofskirche“) des Bischofs der Evangelisch-Lutherischen Kirche in Oldenburg. Sie steht nordwestlich vom Schloss Oldenburg und war die gräfliche-, später (groß-)herzögliche Hofkirche der Grafschaft Oldenburg, bzw. des Herzogtums und Großherzogtums Oldenburg. Bemerkenswert ist der Kontrast zwischen der Außengestaltung der Kirche, die eine neugotische Hallenkirche erwarten lässt, und der Innengestaltung der Kirche mit klassizistischer Rotunde.
Der höchste der fünf Türme der Kirche ist 86 m hoch. Damit ist die Lambertikirche das höchste Bauwerk der Stadt und prägt entsprechend die Silhouette. Sie ist nach dem Heiligen Lambert von Lüttich benannt.

## Geschichte
Seit dem Hochmittelalter stand eine erste Kirche zwischen der damaligen Burg und der Siedlung Oldenburg. Vermutlich handelte es sich hierbei um eine einschiffige romanische Kirche. Erbaut wurde diese Kirche vom Haus Oldenburg, einem Grafengeschlecht, das die Burg in der Mitte des 12. Jahrhunderts zu seiner Residenz machte. Der genaue Zeitpunkt der Gründung ist unbekannt, er dürfte zwischen 1180/81 (Rückkehr aus dem Exil) und 1200 liegen. Die Bedeutung des Heiligen Lambertus für das Haus Oldenburg zeigte sich auch in der Gründung der Auricher Lambertikirche durch die Oldenburger Grafen um das Jahr 1200.
Im Jahr 1237 erfolgte die erste urkundliche Erwähnung eines Oldenburger Gemeindepfarrers. Der Pfarrer Johannes aus Oldenburg ist einer der Zeugen einer Eigentumsübertragung an das Kloster Rastede. Hieraus lässt sich indirekt auf die Existenz einer Oldenburger Kirche schließen. Der noch erhaltene und gelegentlich verwendete spätromanische Abendmahlskelch der Kirche wurde um 1265 geschaffen. Er gehört zu einer Gruppe westfälischer Goldschmiedearbeiten.
Im 14. Jahrhundert sind in der Lambertikirche fünf Altäre belegt. 1345 wurde der Siedlung Oldenburg das Stadtrecht verliehen und die Kirche damit zu einer Stadtkirche. 1377 wurde die Lambertikirche zu einem Kollegiatstift erhoben. Sie hatte danach acht Kanoniker (Stiftsherren) und damit mehr Prediger als zuvor. Hieraus lässt sich auch auf eine Steigerung auf neun Altäre schließen (für jeden Stiftsherren und deren Abt je einen). Das Grafenhaus initiierte diese Erhebung, die Kanoniker sollten zur „Vermehrung des Gottesdienstes dienen und zum Seelenheil der Grafen und ihrer Vorfahren“.
Um 1400 erfolgten zahlreiche Umbauten und die Erweiterung des Kirchengebäudes zu einer spätgotischen Hallenkirche. Auf Veranlassung des Grafen Dietrich von Oldenburg wurde der Chor 1436 nach Osten erweitert und mit bunten Glasfenstern versehen. Etliche Fenster wurden auch durch den niederen Adel und Bremer Honoratioren gespendet.

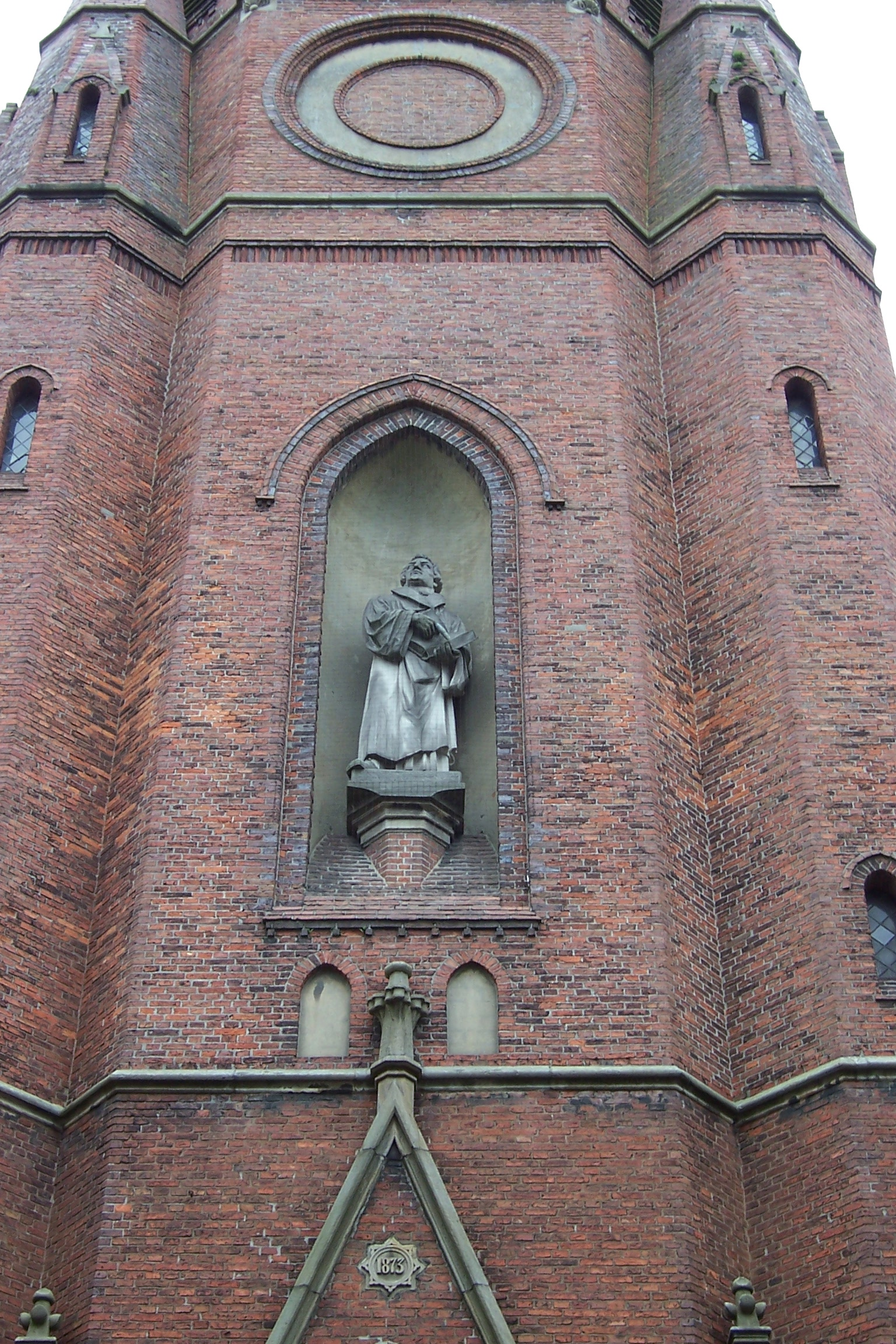
Neugotischer Westturm von 1873 mit Martin-Luther-Statue

Die Reformation begann in Oldenburg um 1527. Die Stadt wurde protestantisch und die Predigten in deutscher Sprache gehalten. Um 1550 starben die Stiftsherren aus. Danach wurden einige der Kirchenaltäre entfernt, das Kirchenäußere aber nicht verändert.
1667 starb mit Graf Anton Günther das Grafengeschlecht aus, das die Geschichte der Lambertikirche bis zu diesem Zeitpunkt prägte. Oldenburg fiel unter die Herrschaft des dänischen Königshauses. 1773 übernahm das Herzogsgeschlecht Holstein-Gottorp die Grafschaft, die damit zu einem Herzogtum wurde. 1785 verlegte Herzog Peter Friedrich Ludwig den Regierungssitz nach Oldenburg, wodurch die Stadt wieder verstärkte Aufmerksamkeit durch das sie regierende Adelshaus genoss.
1795 erfolgte der grundlegende Umbau der baufälligen Kirche auf Anregung von Herzog Peter Friedrich Ludwig nach den Plänen des Architekten Joseph Bernhard Winck. Die Kirche wurde bis auf die Außenmauern abgerissen und im Inneren zu einer klassizistischen Rotunde mit Kuppel umgestaltet. Die Orientierung des Kirchenraums wurde dabei gedreht und somit „gewestet“, wodurch auf der Ostseite anstelle eines für Kirchenbauten typischen Altar- bzw. Chorraums ein kleiner Eingangsbau entstand. Der Innenraum der Kirche wurde seitdem nicht mehr wesentlich verändert oder umgestaltet.
1813 wurde der freistehende Glockenturm abgerissen, um zusätzlichen Raum für den Marktplatz zu schaffen. Die turmlose Kirche wurde vom Dichter Heinrich Heine verspottet und mit einem Theater verglichen. Im Jahre 1873 wurde schließlich ein Turm im Westen der Kirche errichtet. Zudem begann die neugotische Umgestaltung der Kirche. In den Jahren von 1885 bis 1887 folgte dann die Errichtung von vier Ecktürmen und die Ummantelung des Baus mit roten Backsteinen in gotischen Formen. Dabei wurde auf der Ostseite ein klassischer Chorumbau errichtet, der aber nicht als Chor dient, sondern lediglich den klassizistischen Eingangsbereich ummantelt. Das neogotische Äußere und das klassizistische Innere der Kirche ist heute noch prägend für die Lambertikirche.
In der sogenannten Kwami-Affäre versuchte der nationalsozialistische Gauleiter von Weser-Ems und Ministerpräsident des Freistaates Oldenburg, Carl Röver, die Predigt des ghanaischen Pastors Robert Kwami am 20. September 1932 in der Lambertikirche zu verhindern.
1968 wurde der Innenraum der Kirche erneut gedreht, um den Einbau einer großen Orgel zu ermöglichen. Gebaut wurde die Orgel von der Firma Alfred Führer aus Wilhelmshaven. Im Zuge der von dem hannoverschen Architekten Dieter Oesterlen geplanten Baumaßnahmen wurde innerhalb des neugotischen Chorumbaus ein neuer Gemeinderaum eingebaut.

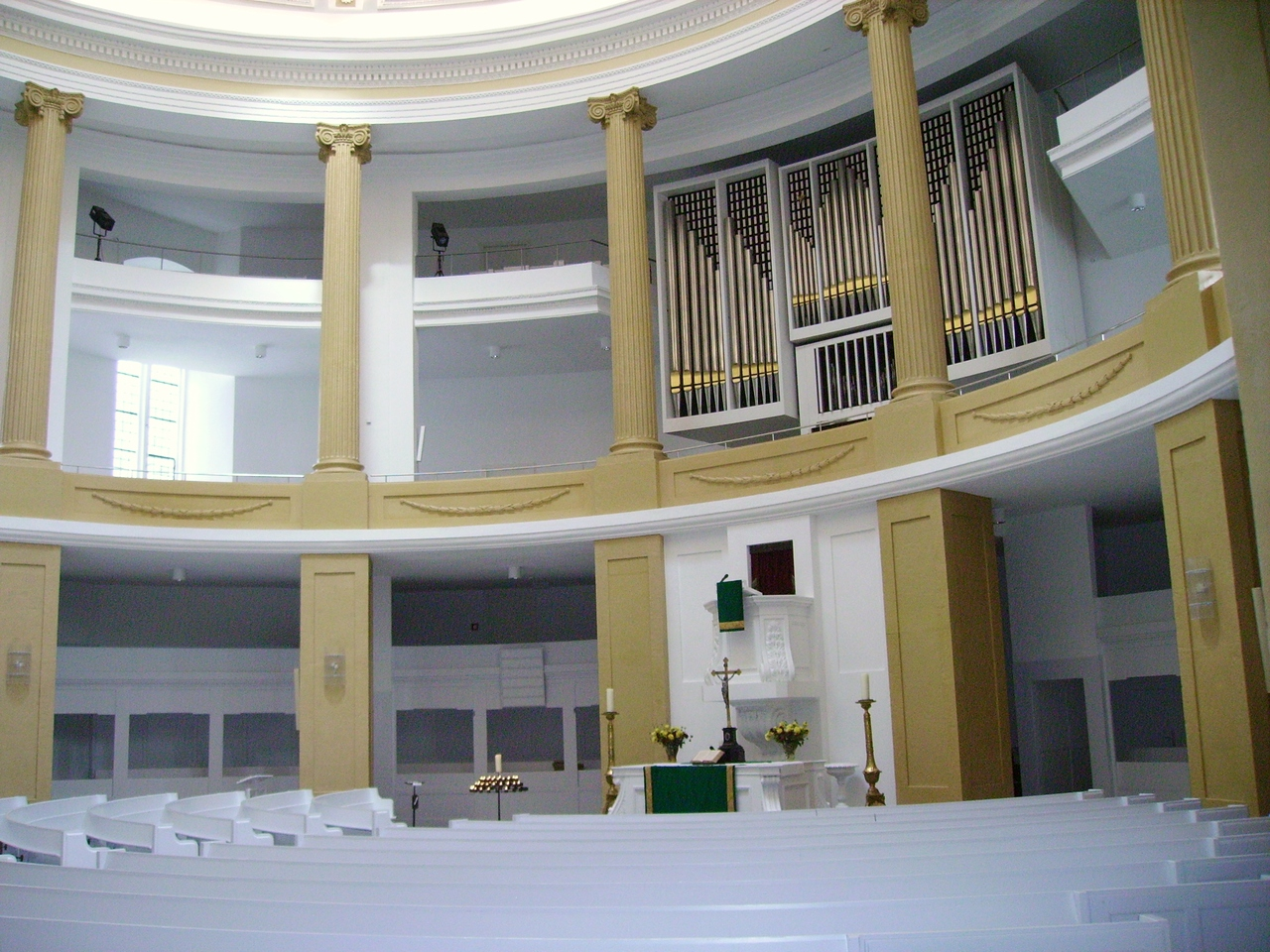
Innenraum (Rotunde) der Kirche

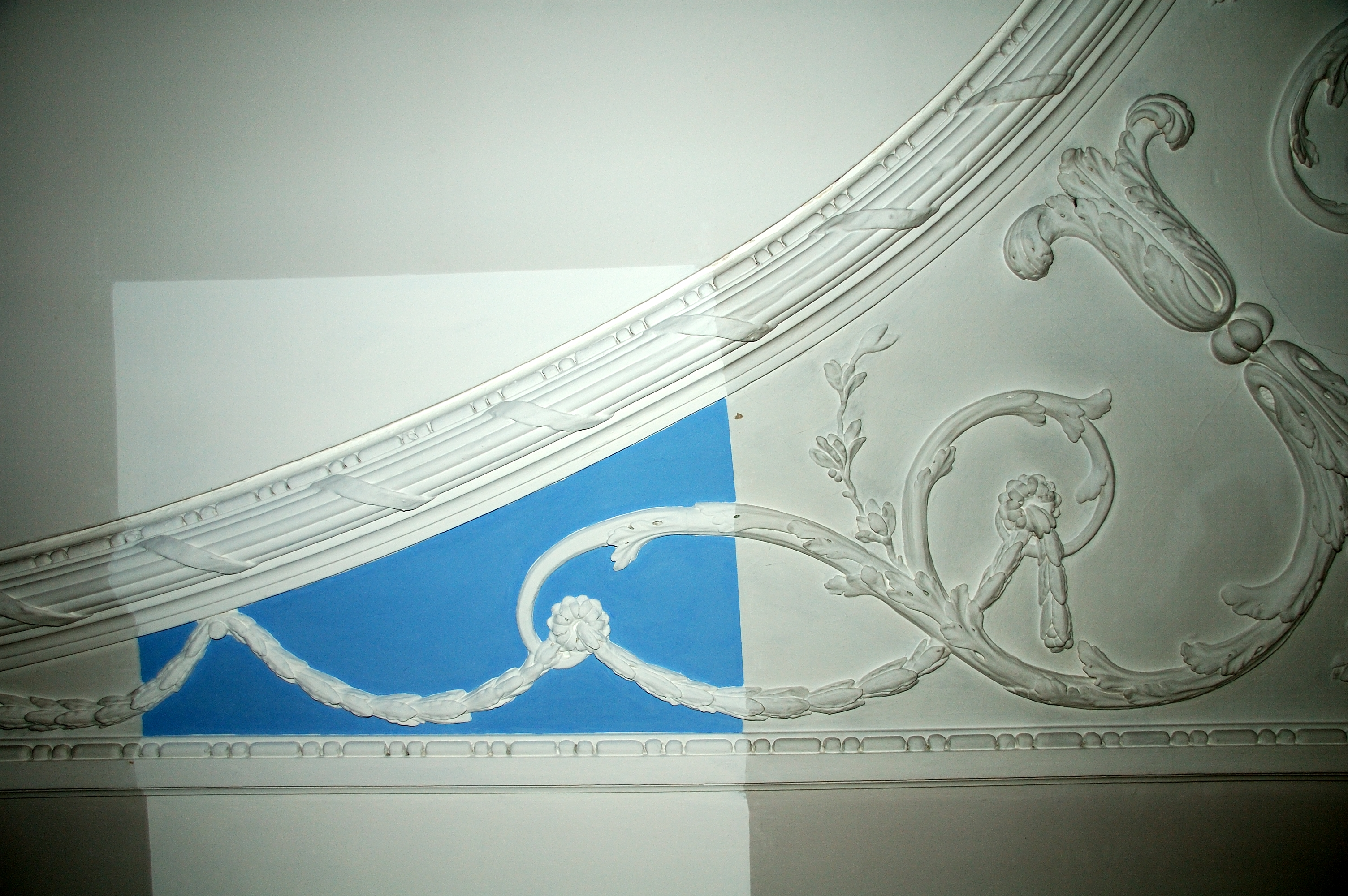
Farbprobe während der Restaurierungsphase (2007)

Von Frühjahr 2007 bis zum Herbst 2009 wurde die Lambertikirche saniert und umgebaut, wobei allerdings der eigentliche Kirchenraum architektonisch nicht verändert wurde. Jedoch erhielt der Raum eine neue, hellere Farbgebung. Die bislang kaum beanspruchten Raumbereiche im neogotischen Chorumbau wurden neu erschlossen. Oberhalb der wieder als Eingangs- und Ausstellungsraum genutzten Vorhalle wurde durch Abbruch einer Zwischendecke ein neuer, den hohen Außenfenstern entsprechender Raum geschaffen, in den eine kleine Box eingehängt wurde. Diese Räume sollen als Gemeindesäle dienen und damit kirchliche und gemeindliche Nutzungen verstärkt innerhalb des Kirchengebäudes vereinen. Auch die aus dem Jahre 1937 stammende Heizung wurde dabei erneuert. Das Vestibül, ehemals der Eingang zur Kirche auf der Ostseite, dient heute als Erinnerungsort der Kirchen-, Stadt- und Landesgeschichte Oldenburgs und als Begräbnisstätte des Oldenburger Herrscherhauses, nachdem die Kenotaphe und Grabstätten zurückgeholt wurden, die bei der Umbaumaßnahme in den 60er Jahren ausgelagert worden waren. Die Entwürfe für den Umbau der Kirche stammen von dem Hamburger Architekten Bernhard Hirche.

## Prediger
Über die Prediger seit der Reformation existieren ausführliche Aufzeichnungen.

## Orgel

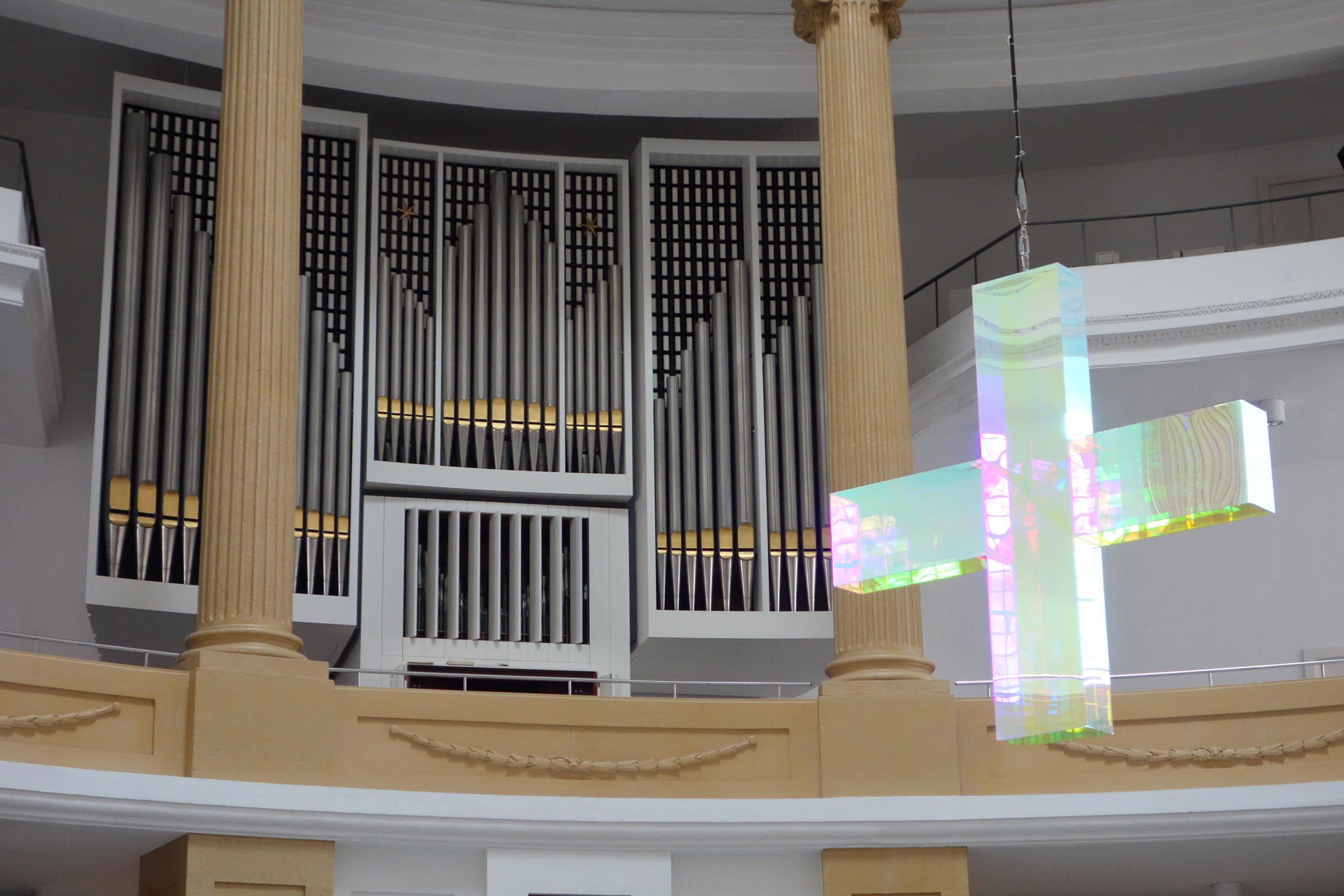
Führer-Orgel (1972), mit Lichtkreuz von Ludger Hinse (2011)

Bereits 1481 ist ein Organist bezeugt. Vor 1570 haben die Brüder Cornelius und Michael Slegel (Zwolle) eine neue Orgel gebaut. 1642 erfolgte ein weiterer Neubau durch Hermann Kröger (Oldenburg), der mehrere Umbauten erfuhr. Nach dem Einsturz des Gewölbes 1791 wurde in den Jahren 1792–1800 durch Jacob Courtain (Osnabrück) und Johann Wilhelm Krämersdorf (Oldenburg) ein neues Instrument gebaut, das 1903 durch eine Orgel von Johann Martin Schmid (Oldenburg) ersetzt wurde. Ein eingreifender Umbau erfolgte 1930 durch P. Furtwängler & Hammer (Hannover). Die heutige Orgel wurde 1972 von der Firma Alfred Führer erbaut, verfügt über 52 Register und ist damit das größte Instrument in der Orgellandschaft Oldenburg. 2008 ergänzte die Firma Mühleisen zwei Register im Pedal und baute eine neue Setzeranlage ein. Außerdem wurde ein neuer mobiler Spieltisch angeschafft. Die Disposition lautet seitdem:
| I Schwellwerk C–g3 |              |         |
| 01.                | Bordun       | 16′     |
| 02.                | Prinzipal    | 08′     |
| 03.                | Holzgedackt0 | 08′     |
| 04.                | Gambe        | 08′     |
| 05.                | Voix céleste | 08′     |
| 06.                | Oktave       | 04′     |
| 07.                | Gemshorn     | 04′     |
| 08.                | Nasard       | 02 ⁄3′  |
| 09.                | Flachflöte   | 02′     |
| 10.                | Terz         | 01 3⁄5′ |
| 11.                | Oktave       | 02′     |
| 12.                | Mixtur VII   | 01 ⁄3′  |
| 13.                | Zimbel III   | 01⁄5′   |
| 14.                | Bombarde     | 16′     |
| 15.                | Oboe         | 08′     |
| 16.                | Clairon      | 04′     |
|                    | Tremulant    |         |

| II Hauptwerk C–g3 |                   |        |     |
| 17.               | Pommer            | 16′    |     |
| 18.               | Principal         | 08′    |     |
| 19.               | Flûte harmonique0 | 08′    | (M) |
| 20.               | Spitzflöte        | 08′    |     |
| 21.               | Oktave            | 04′    |     |
| 22.               | Nachthorn         | 04′    |     |
| 23.               | Quinte            | 02 ⁄3′ |     |
| 24.               | Oktave            | 02′    |     |
| 25.               | Cornett V         | 08′    |     |
| 26.               | Mixtur maior VI   | 02′    |     |
| 27.               | Mixtur minor III  | 02⁄3′  |     |
| 28.               | Trompete          | 16′    |     |
| 29.               | Trompete          | 08′    |     |

| III Brustwerk C–g3 |                  |        |
| 30.                | Metallgedackt    | 08′    |
| 31.                | Quintadena       | 08′    |
| 32.                | Prinzipal        | 04′    |
| 33.                | Koppelflöte      | 04′    |
| 34.                | Oktave           | 02′    |
| 35.                | Quinte           | 01 ⁄3′ |
| 36.                | Sesquialtera II0 | 02 ⁄3′ |
| 37.                | Scharff IV       | 01′    |
| 38.                | Regal            | 08′    |
|                    | Tremulant        |        |

| Pedal C–f1 |                |        |     |
| 39.        | Grand Bourdon0 | 32′    | (M) |
| 40.        | Prinzipal      | 16′    |     |
| 41.        | Subbaß         | 16′    |     |
| 42.        | Zartbaß        | 16′    | (M) |
| 43.        | Oktave         | 08′    |     |
| 44.        | Spillflöte     | 08′    |     |
| 45.        | Oktave         | 04′    |     |
| 46.        | Quintade       | 04′    |     |
| 47.        | Blockflöte     | 02′    |     |
| 48.        | Mixtur V       | 02 ⁄3′ |     |
| 49.        | Posaune        | 16′    |     |
| 50.        | Dulzian        | 16′    |     |
| 51.        | Trompete       | 08′    |     |
| 52.        | Zink           | 04′    |     |

- Koppeln: III/I, II/I, II/III, I/P, II/P, III/P, I/III 16′, III 16′, P/III 4′
- Cymbelstern
- Spielhilfen: 3.999fache Setzeranlage, Crescendo
- Anmerkung:

(M) = Register von Mühleisen (2008)

## Glocken
1917/18 hingen in der Glockenstube der St.-Lamberti-Kirche fünf Glocken, die 1876 von der Glockengießerei Petit & Gebr. Edelbrock in Gescher gegossen wurden. Die meisten Glocken mussten in den beiden Weltkriegen abgeliefert werden.
Heute hat die Kirche wieder fünf Glocken: Vier hat die Glocken- und Kunstgießerei Rincker in Sinn in den Jahren 1925 (2×), 1951 und 1987 gegossen. Die größte Glocke hat einen Durchmesser von 166 cm und wiegt fast 3 t. Die fünfte und kleinste Glocke (Durchmesser 97 cm) stammt aus der Werkstatt von Andreas Herold (1623–1696) aus Dresden. Diese Glocke wurde bereits 1669 gegossen, hing früher im schlesischen Hennersdorf und kam um 1950 über den Glockenfriedhof Hamburg als sog. Leihglocke nach Oldenburg.
| Nr. | Name                    | Schlagton | Gewicht | Durchmesser | Gießer                  | Gussjahr |
| --- | ----------------------- | --------- | ------- | ----------- | ----------------------- | -------- |
| 1   | Kriegergedächtnisglocke | c′(+5)    | 2961 kg | 166 cm      | Glockengießerei Rincker | 1925     |
| 2   | Lutherglocke            | d′(+5)    | 1987 kg | 143 cm      | Glockengießerei Rincker | 1987     |
| 3   | Reichsgründerglocke     | e′(+5)    | 1420 kg | 129 cm      | Glockengießerei Rincker | 1951     |
| 4   | Betglocke               | g′(-2)    | 927 kg  | 111 cm      | Glockengießerei Rincker | 1925     |
| 5   | Kinderglocke            | a′(-12)   | 530 kg  | 97 cm       | Andreas Herold          | 1669     |

Das Zusammenspiel der Glocken regelt eine Läuteordnung. Hörproben des Geläuts werden im Internet angeboten.

## Verwaltung
Die St.-Lamberti-Kirche unterhält mit anderen Innenstadtkirchengemeinden als Anlaufstelle für den unmittelbaren örtlichen Kontakt ein gemeinsames Kirchenbüro in der Kirchhofstraße 6.
Weitere Aufgaben der Kirchengemeinde nimmt eine regionale Dienststelle in der Peterstraße 25/29 wahr.